# Nina Bang-Prisen
Nina Bang-Prisen er en pris, der blev indstiftet af forhenværende kulturminister Jytte Hilden i 1999 på 75-års dagen for Nina Bangs udpegning som minister. Prisen er siden blevet uddelt årligt til en ung, lovende kvindelig politiker.[kilde mangler]

## Modtagere
Denne liste er ufuldstændig; hjælp gerne med at udfylde den.
- 1999: Christine Antorini, daværende næstformand for SF og senere socialdemokratisk minister i regeringer under Helle Thorning-Schmidt
- 2002: Mette Frederiksen, daværende MF og kulturordfører for Socialdemokratiet, senere statsminister i Danmark.
- 2009: Anne Vang, medlem af Københavns Borgerrepræsentation for Socialdemokratiet, senere borgmester.
- 2014: Winnie Grosbøll + Mette Touborg, borgmestre for hhv. Socialdemokratiet og Socialistisk Folkeparti i henholdsvis Bornholm og Lejre kommune.
- 2014: Ærespris til Tove Smidth, tidligere borgmester i Gladsaxe for Socialdemokratiet
- 2016: Maj Christensen Jensen + Amalie Utzon, henholdsvis forbundssekretær i DSU og formand for Ungdommens Røde Kors.
- 2021: Sigrid Friis Frederiksen, Freja Fokdal, Maria Gudme og Camilla Søe, ungdomspolitikere og initiativtagere til #EnBlandtOs bevægelsen.[1]
- 2024: Marie Holt Hermansen, tidligere formand for Danske Skoleelever.[2]